# 2024 en Autriche
Chronologie de l'Autriche
- 2020
- 2021
- 2022
- 2023
- 2024
- 2025
- 2026
- 2027
- 2028

Cet article présente les faits marquants de l'année 2024 en Autriche.

## Événements
- 9 juin : élections européennes.
- 29 septembre : élections législatives remportées par le FPÖ.
- 13 octobre : élections régionales au Vorarlberg.
- 24 novembre : élections régionales en Styrie.

## Décès
- 7 janvier : Franz Beckenbauer, footballeur allemand mort en Autriche
- 10 janvier : Tamara Milachkina, artiste lyrique soprano soviétique et russe morte en Autriche
- 14 janvier :
  - Elisabeth Trissenaar[1], actrice autrichienne
  - Lutz Lischka[2]
- 18 janvier : Heinz Tesar[3]
- 10 février : Günter Brus, peintre
- 22 février : Alois Kothgasser, archevêque
- 23 mars : Igor Ozim,  violoniste et professeur de musique classique, yougoslave puis slovène mort en Autriche
- 7 avril : Michael Boder, chef d'orchestre allemand mort en Autriche
- 6 mai : Susanna Kubelka, femme de lettres
- 24 mai : Walter Kappacher, écrivain
- 3 juin : Brigitte Bierlein, juriste et femme d'État
- 18 juin : Gerhard Klingenberg, acteur, metteur en scène et directeur de théâtre
- 25 juin : Norman Shetler, pianiste classique, marionnettiste et fabricant de marionnettes, ainsi que professeur de piano américano-autrichien
- 6 juillet : André Drege, coureur cycliste norvégien mort en Autriche
- 13 juillet : Ruth Hesse, cantatrice mezzo-soprano allemande morte en Autriche
- 21 août : Sonja Pachta, joueuse de tennis
- 26 août : Nojim Maiyegun, boxeur nigérian mort en Autriche
- 28 août : Andreas Dückstein, joueur d'échecs
- 6 novembre : Daniel Spoerri, artiste plasticien
- 11 décembre : Hannes Androsch, homme politique
- 18 décembre : Hermes Phettberg, acteur, artiste, écrivain et animateur de télévision